# Hypomecis percnioides

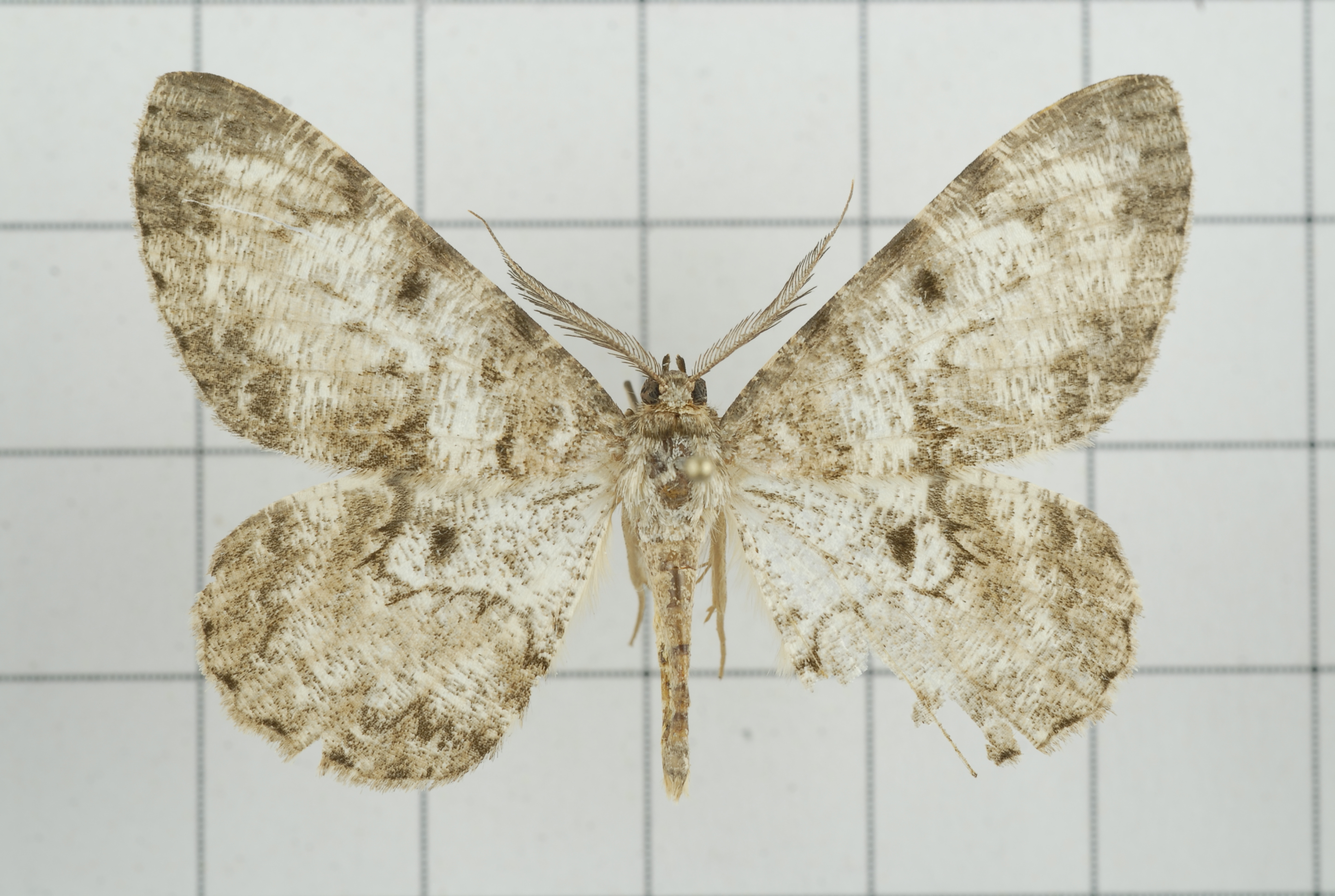
percnioides

Hypomecis percnioides är en fjärilsart som beskrevs av Eugen Wehrli 1943. Hypomecis percnioides ingår i släktet Hypomecis och familjen mätare. Inga underarter finns listade i Catalogue of Life.